# Памятники архитектуры (Дюссельдорф-Альтштадт)
Перечень памятников архитектуры района Альтштадт (административный район г. Дюссельдорфа, Германия) включает в себя 122 охраняемых законом и каталогизированных памятников архитектуры, представляющих историческую и художественную ценность. Этот перечень включен в общий список памятников архитектуры Дюссельдорфа на основании закона о памятниках архитектуры Северного Рейна-Вестфалии.

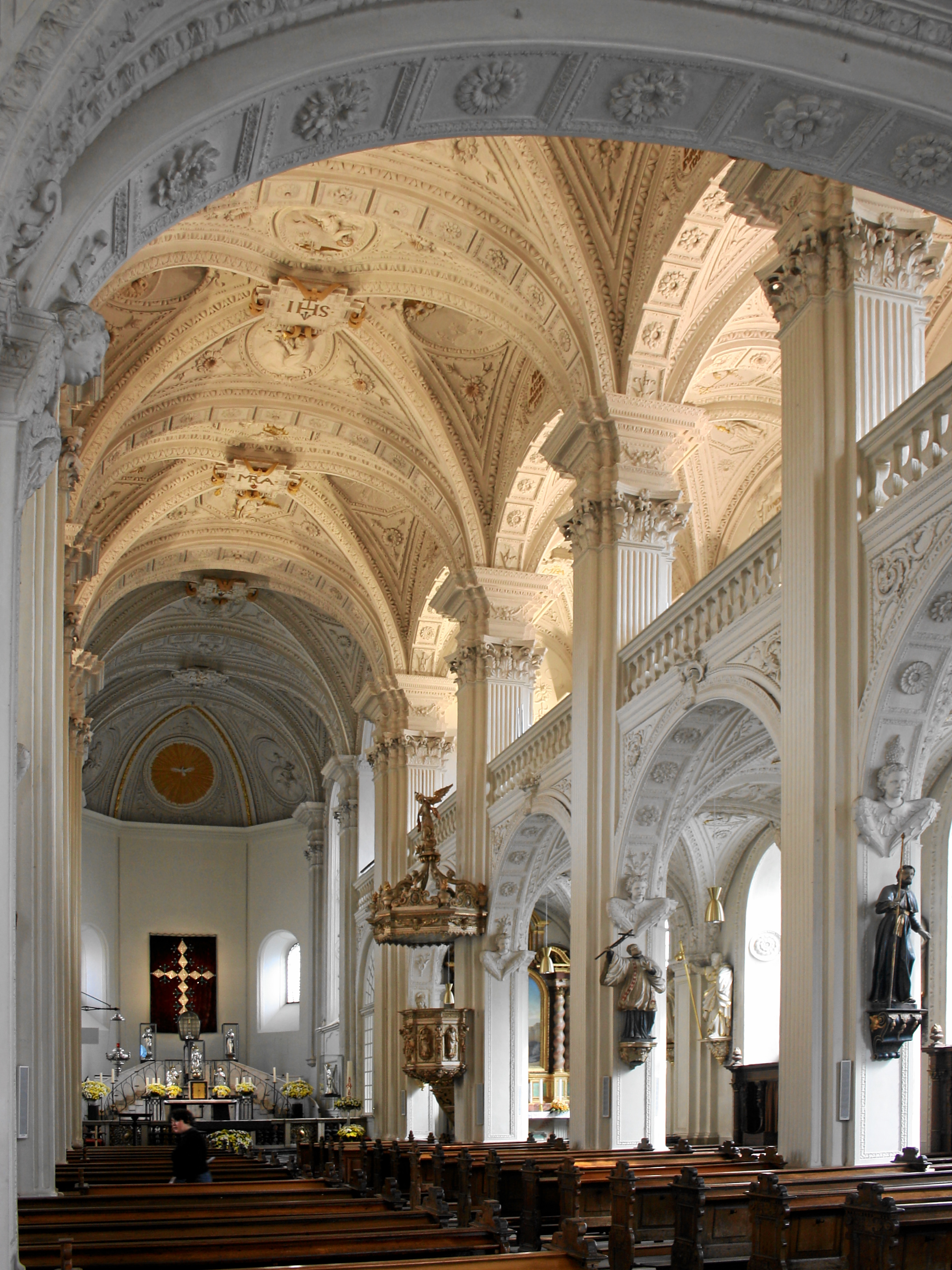
Церковь Святого Андрея Первозванного

## Список
- (62) Альтештадт 6 (Altestadt 6). Жилое здание. Время строительства: XVII век. Стиль: барокко. Охраняется с 1 марта 1982 года.
- (799) Альтештадт 14 (Altestadt 14). Жилое здание. Время строительства: 1627 и 1878 годы. Стиль: барокко. Охраняется с 7 декабря 1984 года.
- (3) Андреас-штрассе 5 (Andreasstr. 5). Жилое здание. Время строительства: XVII век. Стиль: барокко. Охраняется с 1 марта 1982 года.
- (4) Андреас-штрассе 7 (Andreasstr. 7). Жилое здание. Время строительства: 1687 год. Стиль: барокко. Охраняется с 26 августа 1985 года.
- (5) Андреас-штрассе 9 (Andreasstr. 9). Жилое здание. Время строительства: 1697 год. Стиль: барокко. Охраняется с 26 августа 1985 года.
- (6) Андреас-штрассе 10 (церковь Св. Андрея) (Andreaskirche (Düsseldorf)). Католическая церковь. Время строительства: 1622-1629 годы. Охраняется с 9 мая 1984 года.
- (7) Бергер Штрассе 3 (Berger Straße 3 (Düsseldorf)). Жилое здание. Время строительства: 1899-1900 годы. Стиль: новый барокко. Охраняется с 2 августа 1984 года.
- (8) Бергер Штрассе 18а (Berger Str. 18а). Жилое здание. Время строительства: 1745 год. Стиль: барокко. Охраняется с 2 августа 1984 года.
- (9) Бергер Штрассе 18б (Бергеркирхе) (Berger Kirche (Düsseldorf)). Евангелическая церковь. Время строительства: 1683- 1687 годы. Охраняется с 22 ноября 1982 года.
- (10) Бергер Штрассе 19 (Berger Str. 19). Жилое здание. Время строительства: XVI и XVII века. Стиль: барокко. Охраняется с 13 февраля 1991 года.
- (11) Болькер-штрассе 1-3 (Bolkerstr. 1-3). Жилое здание. Время строительства: конец XVII века. Стиль: барокко. Охраняется с 14 сентября 1994 года.
- (12) Болькер-штрассе 5 (Bolkerstr. 5). Жилое здание. Время строительства: конец 1632 год. Стиль: барокко. Охраняется с 27 сентября 1982 года.